# Real Gone (canção)
"Real Gone" é uma canção escrita por Sheryl Crow e John Shanks para o filme Carros, da Pixar, de 2006. A versão de Crow da canção é o segundo single do álbum oficial da trilha sonora do filme.
A canção alcançou o 76º lugar na Billboard Pop 100, bem como o 1º lugar na tabela de singles da Billboard Bubbling Under Hot 100.
De acordo com as partituras publicadas no site MusicNotes.com, a canção está escrita na tonalidade de Dó maior (gravada meio passo abaixo em Si maior).

## Paradas
| Parada (2006)                         | Posição mais alta |
| ------------------------------------- | ----------------- |
| US Bubbling Under Hot 100 (Billboard) | 1                 |
| US Pop 100 (Billboard)                | 76                |